# Casa de Alexander Ramsey
La Casa de Alexander Ramsey es una casa museo histórica en Saint Paul, la capital del estado de Minnesota (Estados Unidos). También es la antigua residencia de Alexander Ramsey, quien se desempeñó como primer gobernador del Territorio de Minnesota y segundo gobernador del estado de Minnesota. Fue incluido en el Registro Nacional de Lugares Históricos en 1969. También es una propiedad que contribuye al distrito histórico de Irvine Park.

## Descripción e historia
Está ubicado en 265 Exchange Street South en el área de Irvine Park, que fue uno de los primeros vecindarios de moda en Minnesota. Diseñada por el destacado arquitecto de Minnesota Monroe Sheire, la casa es una de las casas victorianas mejor conservadas del país, con carpintería de madera de nogal tallada, chimeneas de mármol, candelabros de cristal y muchos muebles originales.
La familia Ramsey comenzó a construir la casa en 1868, incluyendo innovaciones como radiadores de agua caliente, luces de gas y agua corriente fría y caliente, y cuando se completó en 1872, el costo total de construcción fue de casi 41 000 dólares. Para amueblar su hogar, la esposa de Ramsey, Anna, llenó dos furgones con muebles modernos y costosos al estilo neo Renacimiento de la tienda AT Stewart Company en Nueva York para llevarlos a casa en Minnesota.
La hija de los Ramsey, Marion, se casó con Charles Furness en una lujosa boda en el salón en 1875.
La casa de 15 habitaciones permaneció en la familia Ramsey hasta la muerte de la última nieta sobreviviente de Alexander Ramsey, Anita, en 1964. La casa y su contenido se dejaron en manos de la Sociedad Histórica de Minnesota, que ahora la opera como un museo con recorridos que se ofrecen durante todo el año. Ofrecen programas especiales como "Una Navidad victoriana en la Casa Ramsey" en la que la casa está decorada para las fiestas y los visitantes pueden descubrir cómo los Ramsey se habrían preparado y celebrado la Navidad. Los recorridos muestran la mesa de comedor con la porcelana y la vajilla de la familia, con un árbol de Navidad decorado con los propios adornos de la familia.

## Galería
| Ramsey House large parlor ca. 1884 | Ramsey House reception room ca. 1884 |